# Sathyan
Sathyan (ur. 9 listopada 1912, zm. 15 czerwca 1971) – indyjski aktor.

## Życiorys
Urodził się w chrześcijańskiej rodzinie należącej do społeczności Nadarów. Służył w British Indian Army, podczas II wojny światowej brał udział m.in. w bitwie o Imphal. Walczył również na terenie dzisiejszej Mjanmy. Po powrocie do Indii podjął pracę w regionalnej administracji w Trivandrum, w ojczystej Kerali. Wstąpił następnie do policji Trawankoru. Kierował komendą odpowiadającą za północną Alappuzhę, bezwzględnie stłumił zamieszki, które wstrząsnęły miastem w latach 1947-1948. Karierę aktorską rozpoczął w teatrze, w kinie zadebiutował dzięki filmowi Athmasakhi (1952). Szeroką rozpoznawalność i uznanie zyskał dzięki roli w Neelakkuyil (1954), filmie uznawanym za punkt zwrotny w historii keralskiego kina. Inne znaczące produkcje z jego udziałem to Snehaseema (1954), Nairu Pidicha Pulivaalu (1958), Mudiyanaya Puthran (1961), Bharya (1962), Kayamkulam Kochunni (1966), Adimakal (1969) i Karakanakadal (1971). Pamiętany głównie ze skomplikowanych psychologicznie ról banitów, postaci skazanych na życiowe porażki czy też sierot.
Uznawany za jednego z najbardziej utalentowanych aktorów w historii keralskiego kina. Jego filmografia obejmuje przeszło 150 filmów w języku malajalam. Wystąpił także w dwóch produkcjach w języku tamilskim. Był laureatem pierwszej keralskiej nagrody filmowej dla najlepszego aktora przyznawanej przez rząd stanowy (1969). Wyróżnienie to otrzymał również pośmiertnie, w 1971. W 1988 ukazała się jego biografia, napisana przez Kunnapalliego.